# Хенмен, Тим
Тимоти Генри «Тим» Хенмен (англ. Timothy Henry "Tim" Henman, род. 6 сентября 1974 года в Оксфорде, Англия) — британский профессиональный теннисист; бывшая четвёртая ракетка мира в одиночном разряде; серебряный призёр летних Олимпийских игр 1996 года в Атланте в парном разряде (с Нилом Броадом); полуфиналист шести турниров Большого шлема в одиночном разряде; победитель 15 турниров АТР (из них 11 в одиночном разряде); офицер ордена Британской империи с 2003 года.

## Общая информация
Тим — младший из трёх сыновей Энтони и Джейн Хенменов. Его старших братьев зовут Майкл и Ричард. Его отец по профессии — солиситор, а мать — дизайнер одежды.
Тим начал занятия теннисом уже в возрасте 2,5 лет вместе с семьёй на их собственном травяном корте. Он из теннисной семьи. Его мать выступала на Уимблдонском турнире среди юниоров. Его дед — Генри Биллингтон доходил до четвертьфинала на Ролан Гаррос, выступал на Уимблдоне, а также в Кубке Дэвиса. Бабушка Тима — Сюзан Биллингтон участвовала на Уимблдоне, а его прабабушка — Эллен Стэнвелл-Браун стала первой женщиной, выполнившей подачу сверху (на Уимблдоне 1901 года).
Тим долгое время являлся первой ракеткой Великобритании. Он стал первым теннисистом Британии с 1973 года, который достиг полуфинала на Уимблдоне со времен Роджера Тейлора.
11 декабря 1999 года Тим женился на своей давней подруге Люси Хилд. У них есть три дочери: Роуз Элизабет (родилась в 2002 году), Оливия (в 2004 году) и Грейс (в 2007 году).

## Спортивная карьера
Начало карьеры. Серебро Олимпиады.
Профессиональную карьеру Хенмен начал в 1993 году. В апреле 1994 года он впервые сыграл в одиночных соревнованиях ATP-тура на турнире в Токио и сумел выйти в третий раунд. На этой стадии он сыграл с первой ракеткой мира на тот момент Питом Сампрасом и проиграл именитому оппоненту. В июне Тим дебютировал в одиночных соревнованиях серии Большого шлема, выступив на Уимблдонском турнире, где он проиграл в первом раунде. В июле Хенмен сыграл первый матч за сборную Великобритании в отборочных раундах Кубка Дэвиса. В октябре 1995 года британец выиграл «челленджер» в Сеуле, а в ноябре в Реюньоне. Эти успехи позволили британцу под конец сезона впервые войти в топ-100 мирового одиночного рейтинга.
В феврале 1996 года Хенмен вышел в полуфинал турнира в Шанхае. До этой же стадии он смог добраться в марте на турнирах в Роттердаме и Копенгагене. В апреле Хенмен сыграл в полуфинале турнира в Сеуле. На Уимблдонском турнире 1996 года Тим уже в первом раунде смог обыграть пятую ракетку мира Евгения Кафельникова, затратив на это все пять сетов. После этой победы Хенмен выиграл ещё три встречи и пробился в свой первый четвертьфинал на Большом шлеме. Тем летом он также сыграл на первых в своей карьере Олимпийских играх, которые проводились в Атланте. В одиночном турнире Хенмен проиграл уже во втором раунде австралийцу Тодду Вудбриджу, а в парном разряде в дуэте с Нилом Броадом смог дойти до решающего матча. В финале Олимпийского теннисного турнира британская пара проиграла австралийцам Тодду Вудбриджу и Марку Вудфорду со счётом 4-6, 4-6, 2-6 и получила, таким образом, серебряные медали. Осенью Хенмен трижды выходил в стадию полуфинала — на турнирах в Лионе, Остраве и на турнире Кубок Большого шлема. По итогам сезона 1996 года Хенмен получил Награду от ассоциации за лучший прогресс года.
В начале сезона 1997 года Хенмен сыграл в своём первом финале АТП в одиночках на турнире в Дохе. В борьбе за титул он проиграл американцу Джиму Курье — 5-7, 7-6(5), 2-6. Уже на следующем для себя турнире в Сиднее Тим смог выиграть дебютный титул. В полуфинале тех соревнований он выиграл у третьей ракетки мира Горана Иванишевича (4-6, 7-6(1), 6-1), а в финале оказался сильнее испанца Карлоса Мойи (6-3, 6-1). Эта победа позволила Хенмену взлететь в Топ-20 и занять там 14-е место. В феврале он сыграл в титульном матче турнира в Антверпене, но проиграл его швейцарцу Марку Россе (2-6, 5-7, 4-6). В июне он вышел в полуфинал турнира в Ноттингеме, а на Уимблдоне смог второй год подряд добраться до четвертьфинала. В четвёртом раунде Тим к тому же смог выбить с турнира действующего чемпиона Рихарда Крайчека. В сентябре Хенмен выиграл второй в сезоне и в карьере титул АТП, взяв его на турнире в Ташкенте, где в финале был обыгран Марк Россе (7-6(2), 6-4). В октябре на турнирах в Базеле и Вене британский теннисист вышел в полуфинал. На турнире в Базеле он смог выиграть титул в парном разряде совместно с Марком Россе.
1998—2000. Полуфиналы на Уимблдоне.
В январе 1998 года Хенмен в полуфинале турнира в Сиднее смог обыграть № 2 в мире Патрика Рафтера (7-6(5), 7-5). В финале того турнира он уступил Каролю Кучере (5-7, 4-6). В марте Тим хорошо выступил на турнире серии мастерс в Майами. В четвёртом раунде он обыграл второго в мире Петра Корду (6-4, 6-4), а в четвертьфинале № 11 Густаво Куэртена (6-2, 6-4). В борьбе за выход в финал Хенмен уступил № 3 Марсело Риосу (2-6, 6-4, 0-6). Следующим значимым выступлением в карьере Хенмена стало выступление на Уимблдонском турнире. Выйдя в четвёртый раунд, он смог на этой стадии обыграть № 6 в мире Патрика Рафтера (6-3, 6-7(3), 6-3, 6-2). В четвертьфинале Тим выиграл Петра Корду в трёх сетах (6-3, 6-4, 6-2) и стал первым теннисистом из Великобритании в полуфинале Уимблдона с 1973 года. В финал его не пустил лидер мировой классификации Пит Сампрас (3-6, 6-4, 5-7, 3-6). В начале августа Тим сыграл в финале турнира в Лос-Анджелесе. где проиграл Андре Агасси (4-6, 4-6). На мастерсе в Торонто Хенмен вышел в полуфинал. В сентябре он смог защитить свой прошлогодний титул на турнире в Ташкенте. В решающем матче он обыграл Евгения Кафельникова со счётом 7-5, 6-4. В октябре он взял ещё один трофей на турнире в Базеле, переиграв в финале № 8 Андре Агасси (6-4, 6-3, 3-6, 6-4). Это позволило Хенмену войти в Топ-10 мирового рейтинга. В ноябре на турнире в Стокгольме он вышел в полуфинал. В концовке сезона он сыграл на Итоговом турнире. В своей группе Тим выиграл у № 2 Марсело Риоса и № 6 Алекса Корретхи и проиграл № 11 Грегу Руседски. В полуфинале он не смог одолеть Карлоса Мойю. По итогам 1998 года он занял 7-е место в рейтинге.
На старте сезона 1999 года Хенмен вышел в финал турнира в Дохе, где проиграл немцу Райнеру Шуттлеру — 4-6, 7-5, 1-6. В феврале он сыграл в финале турнира в Роттердаме, где также проиграл — на этот раз № 2 в мире Евгению Кафельникову (2-6, 6-7(3)). На зальном турнире в Лондоне Тим смог стать победителем парных соревнований в альянсе с Грегом Руседски. Ещё один парный титул он завоевал в апреле на мастерсе в Монте-Карло в команде с французом Оливье Делетром. В июне на травяном турнире в Лондоне Хенмен вышел в финал, где потерпел поражение от Пита Сампраса (7-6(1) 4-6 6-7(4)). На Уимблдонском турнире Хенмен второй год подряд смог доиграть до полуфинала. Его соперником на этой стадии второй год подряд стал Пит Сампрас, который вновь не позволил представителю Великобритании попасть в финал «домашнего» Большого шлема (6-3, 4-6, 3-6, 4-6). В октябре на турнире в Базеле Тим вышел в четвёртый одиночный финал в сезоне, который вновь закончился неудачей для него. На этот раз он проиграл в упорной борьбе словаку Каролю Кучере со счётом 4-6, 6-7(10), 6-4, 6-4, 6-7(2).
В феврале 2000 года Хенмен второй год подряд сыграл в финале турнира в Роттердаме. В полуфинале он смог обыграть соперника по прошлогоднему финалу и вторую ракетку мира Евгения Кафельникова (6-3, 4-6, 6-3). В решающем матче он проиграл Седрику Пьолину — 7-6(3), 4-6, 6-7(4). Следующих выход в финал он оформил в марте на турнире в Скоттсдейле. На этот раз он уступил Ллейтону Хьюитту — 4-6, 6-7(2). В августе на мастерсе в Цинциннати Хенмен смог выйти финал, который стал для него дебютным для соревнований серии. На своём пути он обыграл двух теннисистов из Топ-10: в третьем раунде № 2 Пита Сампраса (6-3, 6-4) и в полуфинале № 4 Густаво Куэртена (6-7(11), 6-3, 7-6(0)). В титульном матче британец все-таки проиграл № 8 в мире Томасу Энквисту со счётом 6-7(5), 4-6. На следующем для себя турнире в Индианаполисе Хенмен обыграл № 5 Евгения Кафельникова и вышел в полуфинал. В сентябре он выступил на своей второй Олимпиаде, которая проходила в Сиднее. Хенмен сыграл неудачно, проиграв уже в первом раунде Каролю Кучере. В октябре он вышел в полуфинал турнира в Гонконге, а затем смог выиграть титул на турнире в Вене. Этой победой Хенмен прервал неприятную для себя серию из семи проигранных подряд финалов, в которые Тим смог выйти. В финале турнира в Вене он переиграл немецкого теннисиста Томми Хааса со счётом 6-4, 6-4, 6-4. В конце октября он достиг полуфинала в Базеле. На своём последнем в сезоне 2000 года турнире в Брайтоне Хенмен завоевал ещё один титул, переиграв в финале Доминика Хрбаты — 6-2, 6-2.
2001—03. Третий и четвёртый полуфинал Уимблдона.

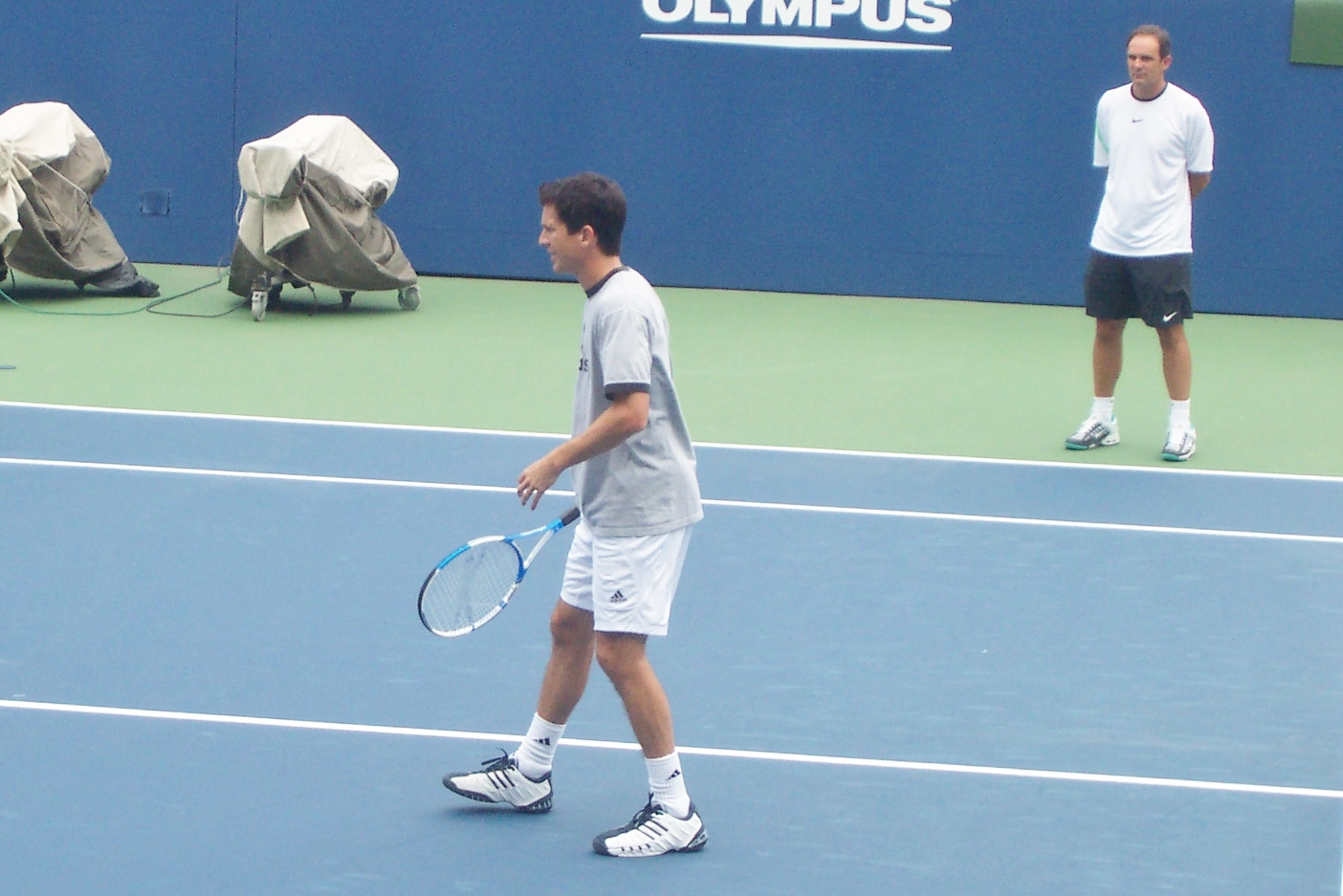
Хенмен (впереди) под руководством тренера Пола Аннакона в 2003 году

На старте сезона 2001 года Хенмен вышел в полуфинал турнира в Аделаиде. В феврале он выиграл турнир в Копенгагене, где в финале одолел шведа Андреаса Винсигерру. В июне он достиг финала травяного турнира в Лондоне, где проиграл Ллейтону Хьюитту — 6-7(3), 6-7(3). На Уимблдоне Тим в третий раз в карьере вышел в полуфинал. В борьбе за выход в финал он проиграл в пяти сетах Горану Иванишевичу (5-7, 7-6(6), 6-0, 6-7(5), 3-6), для которого тот розыгрыш Уимблдона стал самым главным в карьере. В августе Тим вышел в полуфинал мастерса в Цинциннати. В октябре 27-летний британец стал чемпионом турнира в Базеле, переиграв в титульном матче 20-летнего Роджера Федерера — 6-3, 6-4, 6-2.
На старте 2002 года Хенмен победил на турнире в Аделаиде. В финале ему противостоял представитель Австралии Марк Филиппуссис, с которым Тим справился со счётом 6-4, 6-7(6), 6-3. На кортах Открытого чемпионата Австралии он третий сезон подряд добирается до четвёртого раунда. Этот результат лучший в карьере Хенмена на кортах Австралии. В феврале он вышел в финал турнира в Роттердаме, где уступил Николя Эскюде — 6-3, 6-7(7), 4-6. В марте он во второй раз в карьере вышел в финал турнира серии мастерс. Это случилось на турнире в Индиан-Уэллсе, в финале которого он проиграл лидеру мировой классификации Ллейтону Хьюитту — 1-6, 2-6. Этот результат позволил британцу переместиться на 6-е место в мировом рейтинге. В апреле он сыграл в полуфинале мастерса на грунте в Монте-Карло. В июне Хенмен сыграл в финале турнира на траве в Лондоне. Путь к титулу ему вновь закрыл Хьюитт — 6-4, 1-6, 4-6. На Уимблдонском турнире Хенмен в четвёртый раз в карьере смог выйти в полуфинал. На этой стадии ему снова противостоял Ллейтон Хьюитт и Тим уступил ему со счётом 5-7, 1-6, 5-7. Летом Хенмен поднимается в рейтинге на самое высокое в карьере место, заняв 4-ю строчку.
В 2003 году Хенмен начал свои выступления с февраля. Первого в сезоне полуфинала он достиг в июне на траве Лондона. На Уимблдонском турнире Тим вышел в четвертьфинал. В начале августа он смог завоевать главный приз турнира в Вашингтоне. В полуфинале Хенмен нанёс поражение № 6 в мире Энди Роддику (1-6, 6-3, 7-6(1)), а финале оказался сильнее Фернандо Гонсалеса (6-3 6-4). Титул стал десятым в карьере Хенмена на одиночных турнирах АТП. В октябре он вышел в полуфинал турнира в Вене. На последнем в сезоне турнире мастерс в Париже Хенмен завоевал свой единственный в карьере титул этой престижной серии. По ходу турнира он обыграл Николая Давыденко, Себастьяна Грожана, Густаво Куэртена, № 3 в мире Роджера Федерера и № 2 Энди Роддика. В финале ему противостоял неожиданный для этой стадии соперник — 191-я ракетка мира Андрей Павел, с которым Хенмен справился со счётом 6-2, 7-6(6), 7-6(2).
2004—07. Полуфиналы во Франции и в США. Завершение карьеры.

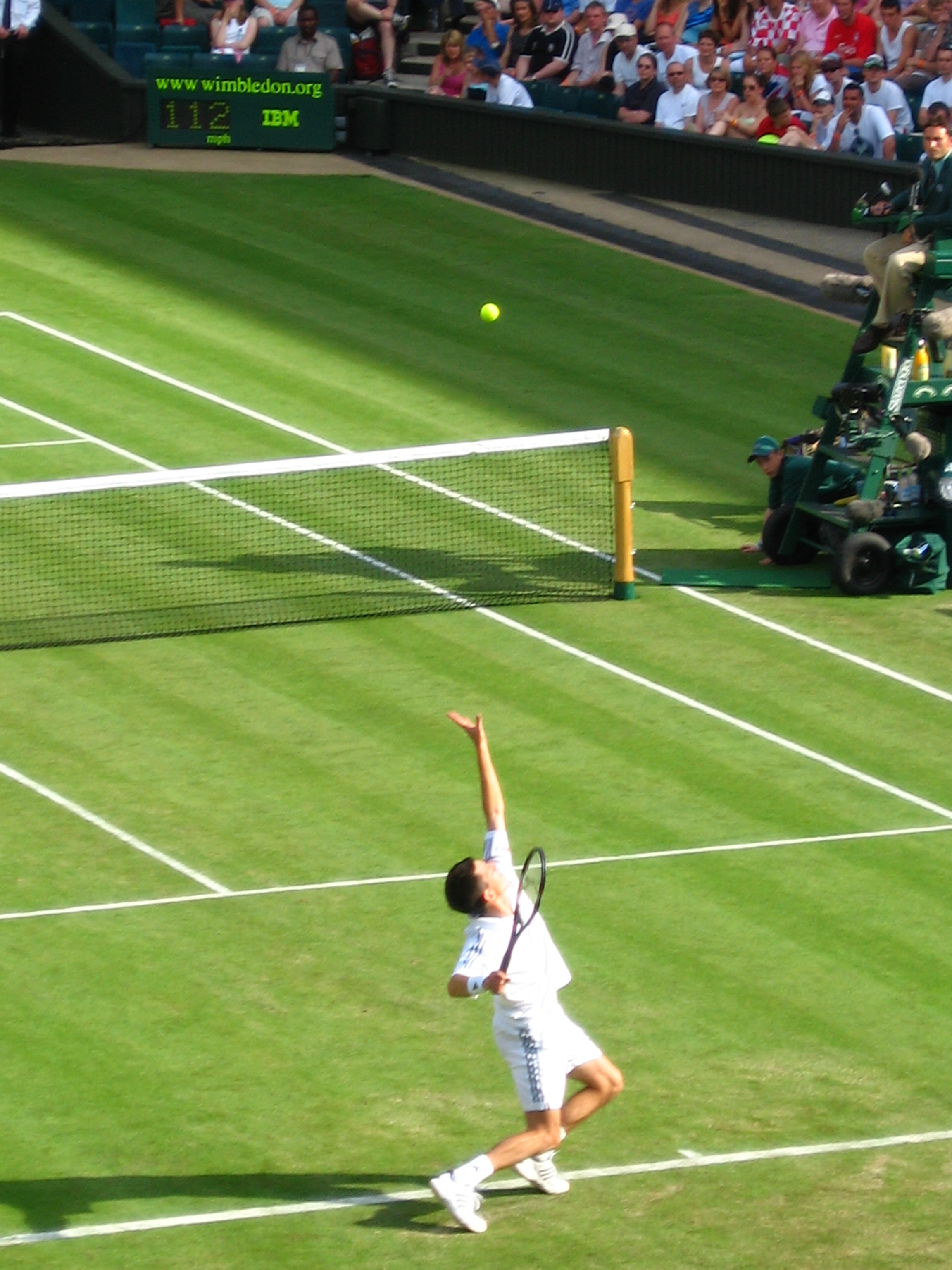
Хенмен выполняет подачу на Уимблдонском турнире 2005 года

В начале сезона 2004 года Хенмен дважды выходил в полуфинал на турнирах в Дохе и Роттердаме. На последнем из них он к тому же смог переиграть первую ракетку мира Роджера Федерера (6-3, 7-6(9)). В марте на мастерсе в Индиан-Уэллсе Тим смотрелся хорошо. В четвертьфинале он одолел третьего в мире Энди Роддика. Пройдя в итоге в финал, он встретился здесь с № 1 Роджером Федерером и проиграл ему со счётом 3-6, 3-6. В апреле на мастерсе в Монте-Карло Хенмен вышел в четвертьфинал и выиграл парные соревнования, выступив в дуэте с Ненадом Зимоничем. Этот парный титул стал последнем в карьере Хенмена на соревнованиях АТП. На Открытом чемпионате Франции в том сезоне он достиг лучшего результата для себя, пройдя в полуфинал. Дорогу в финал для него закрыл третий на тот момент в мире Гильермо Кориа. Выступление на Ролан Гаррос позволило британцу передвинуться на 5-ю строчку одиночного рейтинга. На Уимблдоне Хенмен смог выйти в четвертьфинал, уступив там хорвату Марио Анчичу. Летом Хенмен выступил на третьей в карьере Олимпиаде, которая проходила в Афинах. Уже в первом раунде он потерпел поражение от чеха Иржи Новака. На Открытом чемпионате США Хенмен смог выступить хорошо и впервые для этого турнира попасть в полуфинал. На этой стадии он проиграл лидеру мирового тенниса Родежру Федереру и упустил возможность попасть в финал Большого шлема. В концовке сезона он в третий раз в карьере сыграл на Итоговом турнире. В своей группе он выиграл только один матч из трёх и не смог выйти в полуфинал. Итоговым местом Хенмена в сезоне 2004 года стало 6-е и это лучшая позиция для него по итогам года.
Начиная с 2005 года, результаты 30-летнего Хенмена пошли на спад. Лучшими результатами в сезоне 2005 года стали четвертьфинала на мартовских мастерсах в Индиан-Уэллсе и Майами. В феврале 2006 года он вышел в полуфинал зального турнира в Загребе. Следующего полуфинала он достиг в июне на траве в Лондоне. В октябре в Токио он последний раз в карьере вышел в финал турнира АТП. Завоевать ещё один титул ему не позволил № 1 в мире Родер Федерер — 3-6, 3-6.
Последним в карьере Хенмена стал 2007 год. Он завершил профессиональную карьеру в сентябре матчем отборочного этапа Кубка Дэвиса против сборной Хорватии. Великобритания выиграла ту встречу, а Хенмен принёс два очка из четырёх, победив в одиночной и парной встрече. За свою карьеру Тим пять раз заканчивал сезон в первой десятке мирового рейтинга (1998, 2000—2002 и 2004) и восемь лет подряд (1997—2004) — в первой двадцатке.

## Рейтинг на конец года
| Год  | Одиночный рейтинг | Парный рейтинг |
| 2007 | 292               | 245            |
| 2006 | 39                | 511            |
| 2005 | 36                | 1426           |
| 2004 | 6                 | 110            |
| 2003 | 15                | 202            |
| 2002 | 8                 | 156            |
| 2001 | 9                 | 432            |
| 2000 | 10                | 158            |
| 1999 | 12                | 84             |
| 1998 | 7                 | 153            |
| 1997 | 17                | 137            |
| 1996 | 29                | 155            |
| 1995 | 95                | 133            |
| 1994 | 167               | 439            |
| 1993 | 372               | 291            |
| 1992 | 778               | 827            |

## Выступления на турнирах

### Финалы турнировATPв одиночном разряде (28)

#### Победы (11)
| Легенда                      |
| ---------------------------- |
| Турниры Большого шлема (0*)  |
| Олимпиада (0)                |
| Кубок Мастерс (0)            |
| ATP Мастерс (1+2)            |
| АТР International Gold (1+1) |
| АТР International (9+1)      |

| Титулы по покрытиям | Титулы по месту проведения матчей турнира |
| ------------------- | ----------------------------------------- |
| Хард (9*)           | Зал (6+2)                                 |
| Грунт (0+2)         | Зал (6+2)                                 |
| Трава (0)           | Открытый воздух (5+2)                     |
| Ковёр (2+2)         | Открытый воздух (5+2)                     |

* количество побед в одиночном разряде + количество побед в парном разряде.
| №   | Дата             | Турнир                  | Покрытие | Соперник в финале   | Счёт              |
| 1.  | 12 января 1997   | Сидней, Австралия       | Хард     | Карлос Мойя         | 6-3 6-1           |
| 2.  | 14 сентября 1997 | Ташкент, Узбекистан     | Хард     | Марк Россе          | 7-6(2) 6-4        |
| 3.  | 20 сентября 1998 | Ташкент, Узбекистан (2) | Хард     | Евгений Кафельников | 7-5 6-4           |
| 4.  | 11 октября 1998  | Базель, Швейцария       | Хард(i)  | Андре Агасси        | 6-4 6-3 3-6 6-4   |
| 5.  | 15 октября 2000  | Вена, Австрия           | Хард(i)  | Томми Хаас          | 6-4 6-4 6-4       |
| 6.  | 26 ноября 2000   | Брайтон, Великобритания | Хард(i)  | Доминик Хрбаты      | 6-2 6-2           |
| 7.  | 18 февраля 2001  | Копенгаген, Дания       | Хард(i)  | Андреас Винсигерра  | 6-3 6-4           |
| 8.  | 29 октября 2001  | Базель, Швейцария (2)   | Ковёр(i) | Роджер Федерер      | 6-3 6-4 6-2       |
| 9.  | 6 января 2002    | Аделаида, Австралия     | Хард     | Марк Филиппуссис    | 6-4 6-7(6) 6-3    |
| 10. | 3 августа 2003   | Вашингтон, США          | Хард     | Фернандо Гонсалес   | 6-3 6-4           |
| 11. | 2 ноября 2003    | Париж, Франция          | Ковёр(i) | Андрей Павел        | 6-2 7-6(6) 7-6(2) |

#### Поражения (17)
| №   | Год             | Турнир                     | Покрытие | Соперник в финале   | Счёт                       |
| 1.  | 5 января 1997   | Доха, Катар                | Хард     | Джим Курье          | 5-7 7-6(5) 2-6             |
| 2.  | 23 февраля 1997 | Антверпен, Бельгия         | Хард(i)  | Марк Россе          | 2-6 5-7 4-6                |
| 3.  | 18 января 1998  | Сидней, Австралия          | Хард     | Кароль Кучера       | 5-7 4-6                    |
| 4.  | 2 августа 1998  | Лос-Анджелес, США          | Хард     | Андре Агасси        | 4-6 4-6                    |
| 5.  | 10 января 1999  | Доха, Катар (2)            | Хард     | Райнер Шуттлер      | 4-6 7-5 1-6                |
| 6.  | 21 февраля 1999 | Роттердам, Нидерланды      | Ковёр(i) | Евгений Кафельников | 2-6 6-7(3)                 |
| 7.  | 13 июня 1999    | Лондон, Великобритания     | Трава    | Пит Сампрас         | 7-6(1) 4-6 6-7(4)          |
| 8.  | 10 октября 1999 | Базель, Швейцария          | Ковёр(i) | Кароль Кучера       | 4-6 6-7(10) 6-4 6-4 6-7(2) |
| 9.  | 20 февраля 2000 | Роттердам, Нидерланды (2)  | Хард(i)  | Седрик Пьолин       | 7-6(3) 4-6 6-7(4)          |
| 10. | 12 марта 2000   | Скоттсдейл, США            | Хард     | Ллейтон Хьюитт      | 4-6 6-7(2)                 |
| 11. | 13 августа 2000 | Цинциннати, США            | Хард     | Томас Энквист       | 6-7(5) 4-6                 |
| 12. | 17 июня 2001    | Лондон, Великобритания (2) | Трава    | Ллейтон Хьюитт      | 6-7(3) 6-7(3)              |
| 13. | 24 февраля 2002 | Роттердам, Нидерланды (3)  | Хард(i)  | Николя Эскюде       | 6-3 6-7(7) 4-6             |
| 14. | 17 марта 2002   | Индиан-Уэллс, США          | Хард     | Ллейтон Хьюитт      | 1-6 2-6                    |
| 15. | 16 июня 2002    | Лондон, Великобритания (3) | Трава    | Ллейтон Хьюитт      | 6-4 1-6 4-6                |
| 16. | 21 марта 2004   | Индиан-Уэллс, США (2)      | Хард     | Роджер Федерер      | 3-6 3-6                    |
| 17. | 8 октября 2006  | Токио, Япония              | Хард     | Роджер Федерер      | 3-6 3-6                    |

### Финалы Олимпийских турниров в мужском парном разряде (1)

#### Поражения (1)
| №  | Год  | Турнир       | Покрытие | Партнёр   | Соперники в финале         | Счёт        |
| 1. | 1996 | Атланта, США | Хард     | Нил Броуд | Тодд Вудбридж Марк Вудфорд | 4-6 4-6 2-6 |

### Финалы турнировATPв парном разряде (6)

#### Победы (4)
| №  | Дата            | Турнир                  | Покрытие | Партнёр       | Соперники в финале           | Счёт        |
| 1. | 5 октября 1997  | Базель, Швейцария       | Ковёр(i) | Марк Россе    | Карстен Браш Джим Грабб      | 7-6 6-7 7-6 |
| 2. | 28 февраля 1999 | Лондон, Великобритания  | Ковёр(i) | Грег Руседски | Байрон Блэк Уэйн Феррейра    | 6-3 7-6(6)  |
| 3. | 25 апреля 1999  | Монте-Карло, Монако     | Грунт    | Оливье Делетр | Иржи Новак Давид Рикл        | 6-2 6-3     |
| 4. | 25 апреля 2004  | Монте-Карло, Монако (2) | Грунт    | Ненад Зимонич | Мартин Родригес Гастон Этлис | 7-5 6-2     |

#### Поражения (2)
| №  | Дата            | Турнир                | Покрытие | Партнёр             | Соперники в финале              | Счёт        |
| 1. | 3 августа 1996  | Олимпиада             | Хард     | Нил Броуд           | Тодд Вудбридж Марк Вудфорд      | 4-6 4-6 2-6 |
| 2. | 20 февраля 2000 | Роттердам, Нидерланды | Хард(i)  | Евгений Кафельников | Дэвид Адамс Джон-Лаффни де Ягер | 7-5 2-6 3-6 |

## История выступлений на турнирах
| Турнир                       | 1992  | 1993          | 1994          | 1995          | 1996  | 1997          | 1998          | 1999          | 2000  | 2001          | 2002          | 2003          | 2004   | 2005          | 2006          | 2007          | Итог   | В/П за карьеру |
| ---------------------------- | ----- | ------------- | ------------- | ------------- | ----- | ------------- | ------------- | ------------- | ----- | ------------- | ------------- | ------------- | ------ | ------------- | ------------- | ------------- | ------ | -------------- |
| Турниры Большого Шлема       |       |               |               |               |       |               |               |               |       |               |               |               |        |               |               |               |        |                |
| Открытый чемпионат Австралии | -     | -             | -             | -             | 2P    | 3P            | 1P            | 3P            | 4P    | 4P            | 4P            | -             | 3P     | 3P            | 1P            | -             | 0 / 10 | 18-10          |
| Открытый чемпионат Франции   | -     | -             | К             | К             | 1P    | 1P            | 1P            | 3P            | 3P    | 3P            | 2P            | 3P            | 1/2    | 2Р            | 2Р            | 1Р            | 0 / 12 | 16-12          |
| Уимблдон                     | К     | К             | 1P            | 2P            | 1/4   | 1/4           | 1/2           | 1/2           | 4P    | 1/2           | 1/2           | 1/4           | 1/4    | 2P            | 2P            | 2P            | 0 / 14 | 43-14          |
| Открытый чемпионат США       | -     | -             | -             | 2P            | 4P    | 2P            | 4P            | 1P            | 3P    | 3P            | 3P            | 1P            | 1/2    | 1P            | 2P            | 2P            | 0 / 13 | 21-13          |
| Итог                         | 0 / 0 | 0 / 0         | 0 / 1         | 0 / 2         | 0 / 4 | 0 / 4         | 0 / 4         | 0 / 4         | 0 / 4 | 0 / 4         | 0 / 4         | 0 / 3         | 0 / 4  | 0 / 4         | 0 / 4         | 0 / 3         | 0 / 49 |                |
| В/П в сезоне                 | 0-0   | 0-0           | 0-1           | 2-2           | 8-4   | 7-4           | 8-4           | 9-4           | 10-4  | 12-4          | 11-4          | 6-3           | 16-4   | 4-4           | 3-4           | 2-3           |        | 98-49          |
| Итоговые турниры             |       |               |               |               |       |               |               |               |       |               |               |               |        |               |               |               |        |                |
| Финал мирового тура ATP      | -     | -             | -             | -             | -     | Группа        | 1/2           | -             | -     | -             | -             | -             | Группа | -             | -             | -             | 0 / 3  | 4-4            |
| Олимпийские игры             |       |               |               |               |       |               |               |               |       |               |               |               |        |               |               |               |        |                |
| Олимпиада                    | -     | Не проводился | Не проводился | Не проводился | 2Р    | Не проводился | Не проводился | Не проводился | 1Р    | Не проводился | Не проводился | Не проводился | 1Р     | Не проводился | Не проводился | Не проводился | 0 / 3  | 1-3            |
| Турниры Мастерс              |       |               |               |               |       |               |               |               |       |               |               |               |        |               |               |               |        |                |
| Индиан-Уэллc                 | -     | -             | -             | -             | -     | -             | 1Р            | 1/4           | 2Р    | 3Р            | Ф             | 2Р            | Ф      | 1/4           | 2Р            | 1Р            | 0 / 10 | 20-10          |
| Майами                       | -     | -             | -             | -             | 2Р    | 2Р            | 1/2           | 3Р            | 1/4   | 2Р            | 4Р            | 2Р            | 2Р     | 1/4           | 3Р            | 1Р            | 0 / 12 | 16-12          |
| Монте-Карло                  | -     | -             | -             | -             | -     | -             | 1Р            | 2Р            | 2Р    | 1/4           | 1/2           | -             | 1/4    | 1Р            | 1Р            | 1Р            | 0 / 9  | 11-9           |
| Гамбург                      | -     | -             | -             | -             | -     | -             | 2Р            | 1/4           | 3Р    | 1Р            | 2Р            | 3Р            | 2Р     | 3Р            | -             | -             | 0 / 8  | 11-8           |
| Рим                          | -     | -             | -             | -             | -     | 2Р            | 2Р            | 3Р            | 2Р    | 2Р            | 1Р            | 1Р            | 3Р     | 3Р            | 3Р            | 1Р            | 0 / 11 | 12-11          |
| Торонто/Монреаль             | -     | -             | -             | -             | 3Р    | 1Р            | 1/2           | 2Р            | 1Р    | 2Р            | 3Р            | 2Р            | 2Р     | 1Р            | 2Р            | -             | 0 / 11 | 10-11          |
| Цинциннати                   | -     | -             | -             | -             | 2Р    | 1Р            | 1Р            | 1/4           | Ф     | 1/2           | 2Р            | 1Р            | 3Р     | 2Р            | 1Р            | 1Р            | 0 / 12 | 16-12          |
| Штутгарт/Мадрид              | -     | -             | -             | -             | 1Р    | 3Р            | 3Р            | 2Р            | 3Р    | 1/4           | 2Р            | 1Р            | 3Р     | 2Р            | 3Р            | -             | 0 / 11 | 10-11          |
| Париж                        | -     | -             | -             | -             | 1Р    | 2Р            | 3Р            | 3Р            | 2Р    | 2Р            | 3Р            | П             | 3Р     | -             | -             | -             | 1 / 9  | 11-8           |
| Статистика за карьеру        |       |               |               |               |       |               |               |               |       |               |               |               |        |               |               |               |        |                |
| Проведено финалов            | 0     | 0             | 0             | 0             | 0     | 4             | 4             | 4             | 5     | 3             | 4             | 2             | 1      | 0             | 1             | 0             |        | 28             |
| Выиграно турниров АТП        | 0     | 0             | 0             | 0             | 0     | 2             | 2             | 0             | 2     | 2             | 1             | 2             | 0      | 0             | 0             | 0             |        | 11             |
| В/П: всего                   | 0-0   | 0-0           | 3-5           | 8-9           | 40-25 | 48-24         | 59-29         | 44-29         | 57-25 | 51-20         | 50-19         | 31-17         | 44-22  | 23-18         | 31-20         | 7-12          |        | 496-274        |
| Σ % побед                    | 0 %   | 0 %           | 38 %          | 47 %          | 62 %  | 67 %          | 67 %          | 60 %          | 70 %  | 72 %          | 72 %          | 65 %          | 67 %   | 56 %          | 61 %          | 37 %          |        | 64 %           |

К — проигрыш в квалификационном турнире.